# Stefan Báthory
Stefan Báthory (født 27. september 1533 i Szilágysomlyó, Transylvanien, død 12. december 1586 i Hrodna, Hviderusland) var konge i den polsk-litauiske realunion 1576 – 86. Han var kendt som Steponas Batoras i Storfyrstendømmet Litauen, Stefan Batory i Kongeriget Polen, Báthory István i Ungarn og Ştefan Báthory i Rumænien.

## Biografi
Stefan var søn af Stefan 8. Báthory af Transsylvanien og medlem af Bathoryslægten. Fra 1571 – 86 var Stefan Báthory prins af Transylvanien.
Den 13. december 1575 blev Žygimantas Augustass søster Anna Jagiellonica den sidste regent Jogailas slægten, valgt til Konge af Polen og Storfyrste af Litauen. Hun giftede sig med Stefan Báthory den 1. maj 1576, som samtidigt blev kronet som konge af Polen og storfyrste af Litauen.

## Storfyrste af Litauen
Kroningen af Stefan Báthory opløste næsten Lublinunionen, da repræsentanterne for Storfyrstendømmet Litauen, der ikke var til stede ved valget, overvejede at vælge kejser Maximilian af det Tysk-romerske rige. Efter forhandlinger og garanti af Litauens fulde føderale rettigheder i unionen blev Stephen Báthory anerkendt som storfyrste af Litauen, fyrste af Rutenien og Žemaitija. Som et bevis for hans taknemmelighed over valget oprettede Stefan Báthory Alma Academia et Universitas Vilnensis societatis Iesu, Vilna akademi i 1579. Det var det tredje akademi i realunionen og en forløber for den moderne Vilnius Universitet .

## Styrkelse af unionen
Stefan Báthorys stilling var i første omgang yderst vanskelig. Landet havde lidt meget under magtkampe under interrexperioden, der varede næsten to år: fra Henrik 3. flygtede til Frankrig i maj 1574. Kejser Maximilians insisteren på sit valg fremmede yderligere de interne stridigheder og adelens opposition. Maximilian havde stået i ledtog med Storfyrstendømmet Moskva og var parat til at anvende militærmagt for at komme på tronen. Imidlertid ændrede Maximilians pludselige død i oktober 1576 situationen fuldstændigt.
Al væbnet modstand brød sammen, da Báthory i 1577 hævede en langvarig belejringen af Danzig og en fredsaftale blev indgået. Hansestaden havde støttet valget af Maximilian med sin enorme rigdom, befæstninger og hemmelig støtte fra Danmark og kejser Maximilian. Hansaen havde nægtet at anerkende Stefan som regent. Efter et halvt års belejring blev Danzigs hær på 5.000 lejesoldater fuldstændig besejret i et slag den 16. december 1577. Men da Stefans hær ikke var i stand til at indtage byen med magt, blev der indgået et kompromis: Stefan Báthory bekræftede som tidligere regenter af den polsk-litauiske realunion byens særlige status som Hansestad med særlige rettigheder, og byen anerkendte ham som konge af Polen og betalte 200.000 gylden, en formue i guld som erstatning. Senere forblev Danzig loyal over for realunionen under krigene med Sverige og Storfyrstendømmet Moskva og ydede hjælp, når byen blev bedt om det.
Sejren gav Stefan mulighed for at hellige sig at styrke kongemagten. Han blev støttet af sin kansler Jan Zamoyski. De to formåede at vinde flere grupper af den litauiske og polske adel især ved hjælp af bedre beskatning af krongods og kongelige ejendom udlejet til adelen. Stefan omorganiserede realunionens hær fuldstændigt. En af hans vigtige nyskabelser var oprettelsen af piechota wybraniecka et halvprofessionelt infanteri, der bestod af bønder uddannet både som infanteri og som ingeniørtropper. Stefan reorganiserede også retsvæsenet med oprettelse af domstole og beordrede henrettelsen af Samuel Zborowski, hvis dødsdom for forræderi og mord havde været under behandling i omkring et årti.
Udenrigspolitisk søgte Stefan fred gennem stærke alliancer. Selv om han forblev mistroisk overfor habsburgerne, indgik han en forsvarsalliance med Maximilians efterfølger, Rudolf 2., der var foreslået af den pavelige nuntius. Vanskelighederne med det Osmanniske Rige blev midlertidigt stillet i bero med en våbenhvile underskrevet den 5. november 1577. Sejmen forsamlet i Warszawa blev overtalt til at yde Stefan tilskud til den uundgåelige krig mod Rusland. Han gennemførte to vellykkede togter, selv om Sejm lagde hindringer i vejen. Báthorys diplomatiske evner sikrede, at konflikterne med osmannerne og den russiske kejser ikke udviklede sig yderligere.
Stefan og hans kansler Zamoyski førte realunionens hær i et afgørende slag i den liviske Krig (som inddrog Storfyrstendømmet Moskva, Sverige, Kongeriget Livland og Danmark-Norge og var en del af de moskovitiske krige mellem Polen-Litauen og Storfyrstendømmet Moskva). Ivan den Grusomme havde invaderet Livland og indtaget Dorpat og hertugdømmet Kurland, som et par år tidligere var blevet vasalstat i den polsk-litauiske realunion. Realunionens hær dirigeres den russiske kraft på Velikiye Luki. I 1581 trængte Stefan ind i Rusland og belejrede byen Pskov den 22. august. Byens størrelse og imponerende befæstninger fyldte Realunionens lille hær med forfærdelse. Men på trods af indsigelserne fra nogle af sine officerer og kritik fra den pavelige nuntius Possevino sendte Báthory en kurér for at mægle mellem moskovitterne og realunionen. Han besluttede at opretholde belejringen. Den 13. december 1581 indledte Ivan den 4. forhandlinger om fred, bekymret over situationen i den tredje største by i sit imperium. Forhandlingerne afsluttedes med freden ved Jam Zapolski (15. januar 1582), som gav Polotsk og hertugdømmet Livland tilbage til den polsk-litauiske realunion. Efter freden tilbagekaldte Báthory de særrettigheder adelen i hertugdømmet Kurland havde fået i traktaten fra 1561 og indledte modreformationen.
Med de østlige grænser sikret planlagde Stefan en kristen alliance med Rusland mod det Osmanniske Rige. Men under Forvirringens tid i Rusland kom han til at stå uden russisk partner, og et forslag om en personalunion med moskovitterne faldt til jorden ved af hans pludselige død den 12. december 1586 i Hrodna slot. (Obduktionen af Stefan Báthory var den første der blev gennemført i Østeuropa. Báthory blev først begravet i Hrodna).
Hans død blev fulgt af et interregnum på mere end et år. Hans efterfølger, Sigismund 3. Vasa, blev valgt til konge af Sejm i Realunionen den 19. august 1587. Imidlertid blev valget bestridt af den anden kandidat, ærkehertug Maximilian 3. af Østrig, bror til kejser Rudolf 2., og hans tilhængere valgte ikke at respektere valgresultatet. Da Maximilian forsøgte at løse striden med militære midler og indlede den Polske Arvefølgekrig, blev han besejret i slaget ved Byczyna af Sigismunds tilhængerne.
Ifølge moderne digtning overgik Stephen Báthorys gerninger tidligere regenters og kan kun sammenlignes med Vytautas den Store af Litauen.

## Eksterne hevisninger
- Wikimedia Commons har flere filer relateret til Stefan Báthory